# Стейтенвілл (Джорджія)
Стейтенвілл (англ. Statenville) — переписна місцевість (CDP) в США, в окрузі Еколс штату Джорджія. Населення — 1040 осіб (2010).

## Географія
Стейтенвілл розташований за координатами 30°42′23″ пн. ш. 83°1′8″ зх. д. / 30.70639° пн. ш. 83.01889° зх. д. (30.706502, -83.019027).  За даними Бюро перепису населення США в 2010 році переписна місцевість мала площу 11,96 км², уся площа — суходіл.

## Демографія
Згідно з переписом 2010 року, у переписній місцевості мешкало 1040 осіб у 349 домогосподарствах у складі 267 родин. Густота населення становила 87 осіб/км².  Було 388 помешкань (32/км²).
Расовий склад населення:
| - 64,2 % — білих - 11,7 % — чорних або афроамериканців - 3,6 % — корінних американців - 0,9 % — азіатів - 0,1 % — вихідців з тихоокеанських островів - 16,9 % — осіб інших рас |

До двох чи більше рас належало 2,6 %. Частка іспаномовних становила 29,2 % від усіх жителів.
За віковим діапазоном населення розподілялося таким чином: 29,7 % — особи молодші 18 років, 60,4 % — особи у віці 18—64 років, 9,9 % — особи у віці 65 років та старші. Медіана віку мешканця становила 30,2 року. На 100 осіб жіночої статі у переписній місцевості припадало 96,6 чоловіків;  на 100 жінок у віці від 18 років та старших — 93,9 чоловіків також старших 18 років.
Середній дохід на одне домашнє господарство  становив 36 677 доларів США (медіана — 24 531), а середній дохід на одну сім'ю — 45 761 долар (медіана — 32 031). За межею бідності перебувало 49,9 % осіб, у тому числі 72,9 % дітей у віці до 18 років та 5,4 % осіб у віці 65 років та старших.
Цивільне працевлаштоване населення становило 446 осіб. Основні галузі зайнятості: виробництво — 25,8 %, сільське господарство, лісництво, риболовля — 24,0 %, освіта, охорона здоров'я та соціальна допомога — 15,2 %, будівництво — 9,0 %.